# Борисовка (Шебекинский район)
Борисовка — село в Бершаковском сельском поселении Шебекинского района Белгородской области.

## География
Расположено северо-восточнее села Александровка.
Через село протекает речка и проходят просёлочные дороги; имеются две улицы: Гагарина и Северная.

## Население
| 2002 | 2010 |
| ---- | ---- |
| 140  | ↘132 |